# Operação My Way
Operação My Way, é uma operação da Polícia Federal do Brasil que representou a 9.ª fase da Operação Lava Jato. A Polícia Federal deflagrou a "My Way" em 5 de fevereiro de 2015. O nome é referência de como um dos delatores, Pedro Barusco, chamava o ex-diretor da Petrobras Renato Duque, também envolvido no esquema de desvios da estatal.

## Mandados
A Polícia Federal cumpriu ao total 16 mandados de busca e apreensão, 7 de condução coercitiva e 3 de prisão temporária em Santa Catarina. Uma das empresas investigadas é a Arxo, de Piçarras.
A operação também foi realizada em outros estados. Em São Paulo os agentes cumpriram doze mandados, e 21 mandados no Rio de Janeiro.
Na Bahia foram cumpridos 3 mandados. Um deles foi na empresa GDK, em cuja sede em Salvador foram apreendidos dez malotes.
O então tesoureiro do PT, João Vaccari Neto, foi alvo de um mandado de condução coercitiva. Foram presos na operação Gilson Pereira, sócio proprietário da empresa Arxo, João Gualberto Pereira, um dos proprietários e Sérgio Marçaneiro, diretor financeiro da empresa. Mário Goes, suspeito de ser um dos operadores do esquema de pagamento de propina, também foi preso.

## Apreensão
Durante essa fase, da operação My Way, foram apreendidas na casa de Zwi Skornicki quarenta e oito obras de arte que foram levadas para exposição no Museu Oscar Niemeyer. De acordo com a Polícia Federal os quadros são de Salvador Dalí, Romero Britto e Vik Muniz e são avaliadas em milhões de reais. Zwi Skornicki é apontado como um dos operadores do esquema de corrupção.

## BR Distribuidora
O delegado regional de Combate ao Crime Organizado do Paraná, Igor Romário de Paula, afirmou que uma empresa das empresas pagou a funcionários da Petrobras por informações privilegiadas que lhe garantiram contrato com a BR Distribuidora. O procurador regional da República, Carlos Fernando dos Santos Lima, disse que os operadores têm muitas ligações com agentes públicos dentro da Petrobras.